# Milton Katselas
Milton George Katselas (22 de diciembre de 1933 - 24 de octubre de 2008) fue un director y productor de teatro y cine greco-estadounidense , además de instructor y coach de actuación en Hollywood.
Se formó con Elia Kazan y Lee Strasberg en el aclamado Actors Studio de Nueva York. En 1978, adquirió el Beverly Hills Playhouse , donde impartió clases magistrales durante muchos años.
Katselas era un cienciólogo y algunos ex alumnos han alegado que sus clases de actuación fueron utilizadas como reclutamiento para la Iglesia de la Cienciología , mientras que otros han afirmado que Katselas nunca mencionó ni habló sobre la Cienciología durante las clases.

## Vida personal
Katselas fue un cienciólogo de larga trayectoria , habiendo conocido la secta en 1965, y había alcanzado el estado de Thetán Operante de la Cienciología. Si bien su relación con la dirección de la Iglesia de la Cienciología se desintegró en sus últimos años, permaneció dedicado a la Cienciología y a L. Ronald Hubbard hasta su muerte. 
Katselas murió de insuficiencia cardíaca el 24 de octubre de 2008, a los 74 años, en el hospital Cedars-Sinai Medical Center de Los Ángeles.
Fue interpretado por el actor James Franco en la película biográfica de Sal Mineo , Sal , que Franco también dirigió.

## Filmografía
- 1972 : Las mariposas son libres
- 1973: 40 quilates
- 1975 : Report to the Commissioner
- 1979 : When You Comin' Back, Red Ryder?
- 1979 : Strangers: The Story of a Mother and Daughter
- 1982 : The rules of marriage

## Libros
Katselas fue autor de dos libros:
- Dreams into action : Getting what you want! (1996) ISBN 0787104930
- Acting Class: Take a Seat (2008) ISBN 1597775924